# Елин Пелин (село)
Вижте пояснителната страница за други значения на Елин Пелин.
Елѝн Пелѝн е село в Западна България, Софийска област, община Елин Пелин с 3381 жители към 31.12.2020 г.
Официалното име на селото е Гара Елин Пелин от 1975 г. до 1995 г., когато административната единица „гара“ е заличена. Понякога за разграничение от името на града селото е наричано Гара Елин Пелин, както се е казвало селището от 1955 до 1960 г. Често жителите на града и селото го наричат само Гарата.

## География
Селото е разположено между град Елин Пелин и село Нови хан. Намира се на 27-ия километър източно от столицата, край железопътната линия София – Свиленград, на 4 km южно от общинския център. На около 3 km южно от селището преминава автомагистрала „Тракия“.
Надморската височина е 550 метра. На югозапад от селото са Лозенската планина и Витоша, на изток са Вакарелските възвишения и Средна гора, на север е Стара планина. При ясно време оттам се вижда вр. Мургаш.

## История
Елин Пелин е селище, възникнало в края на XIX век край железопътната гара по линията Цариброд – Вакарел. Началото на заселването се поставя през 1887 – 1888 г., когато е пусната в експлоатация железопътната линия София – Септември.
Селището претърпява поредица от промени в статута си между 1950-те до 1990-те години. 
На 17 декември 1955 г. селището, формирало се около железопътната гара на близкото село Елин Пелин (с. Новоселци до 1950 г.)  получава статут на село, с името "Гара Елин Пелин". По това време то е част от Елинпелинската околия.
На 6 Февруари 1960 г, селата Елин Пелин и Гара Елин Пелин са обединени в град Елин Пелин. От началото на 1975 година, селото се отделя от град Елин Пелин и става част от община Гара Елин Пелин. На 26 Декември 1978 година, то се връща в общината на град Елин Пелин. На 18 Юли 1995 година, официалното име на селото се променя на "село Елин Пелин", което е и сегашното име.

## Събития
Всяка година в село Елин Пелин се провежда селищен празник – събор.
Курбан се прави и на 21 май – Деня на св. св. Константин и Елена.

## Обекти
По-значими обекти на територията на село Елин Пелин са:
- Професионална гимназия по керамика
- Керамичен завод „Изида“
- Завод за огнеупорни материали
- Малц АД
- Църква „Св. Св. Константин и Елена“